# Ulotrichales
Ulotrichales é uma ordem de algas verdes da classe Ulvophyceae. A ordem aparece frequentemente referida pelo seu sinónimo taxonómico Acrosiphoniales.

## Taxonomia
A ordem Ulotrichales inclui as seguintes famílias:
- Binucleariaceae
- Collinsiellaceae
- Gayraliaceae
- Gloeotilaceae
- Gomontiaceae
- Hazeniaceae
- Helicodictyaceae
- Kraftionemaceae
- Monostromataceae
- Planophilaceae
- Sarcinofilaceae
- Tupiellaceae
- Ulotrichaceae

O seguinte géneros não está atribuído a qualquer das famílias (género em incertae sedis):
- Trichosarcina